# 泰和县
26°47′N 114°54′E / 26.79°N 114.90°E
泰和县在中国江西省中部偏南，是吉安市所辖的一个县；位于吉泰盆地腹地，横跨赣江两岸，井冈山机场位于境内。“泰和”之名寓“地产嘉禾，和气所生”之意。中部是平缓的赣江河谷平原，东部与西部则是山地和丘陵地区，当地通行的方言为泰和话，属赣语吉茶片，乌鸡是泰和县最著名的特产，縣政府駐澄江鎮嘉禾大道。

## 历史

### 上古
根据目前的考古发现，泰和县境内可证实的历史可追溯到西周时期。春秋战国时期，泰和县境先后属吴、越、楚，秦代则属九江郡，秦代期间境内设立庐陵县，管辖范围包括目前吉安及赣州大部区域，县治位于今泰和县境内禾水之畔。西汉王莽时期，改名为恒亭县，东汉初，复名庐陵县。东汉兴平元年（194年）置西昌县，孙策分豫章郡置庐陵郡，并析置西昌县为庐陵郡治，西昌县治在今县城城西，东吴嘉禾五年(公元236年)分庐陵郡，置庐陵南郡都尉（管辖范围为今赣州区域，郡治于都），东吴宝鼎二年（公元267年），析庐陵郡地，立安成郡（今安福县）。（晋太康年间，迁郡治于石阳县，今吉水县东北二十里）。

### 中古
魏晋南北朝时期，因北方战乱，人口大规模南迁，带来了当时北方较先进的农耕技术，吉泰盆地赣江河谷地区的农业生产进入持续发展时期，泰和亦逐渐成为重要的农业区域。隋开皇十年（590年），东昌、遂兴、永新等县并入西昌，改设安丰县，次年（591年）以“地产嘉禾，和气所生”而更名泰和县。唐武德五年（622年）升泰和为南平州，三年后废州改为太和县（改泰为太）。

### 近古

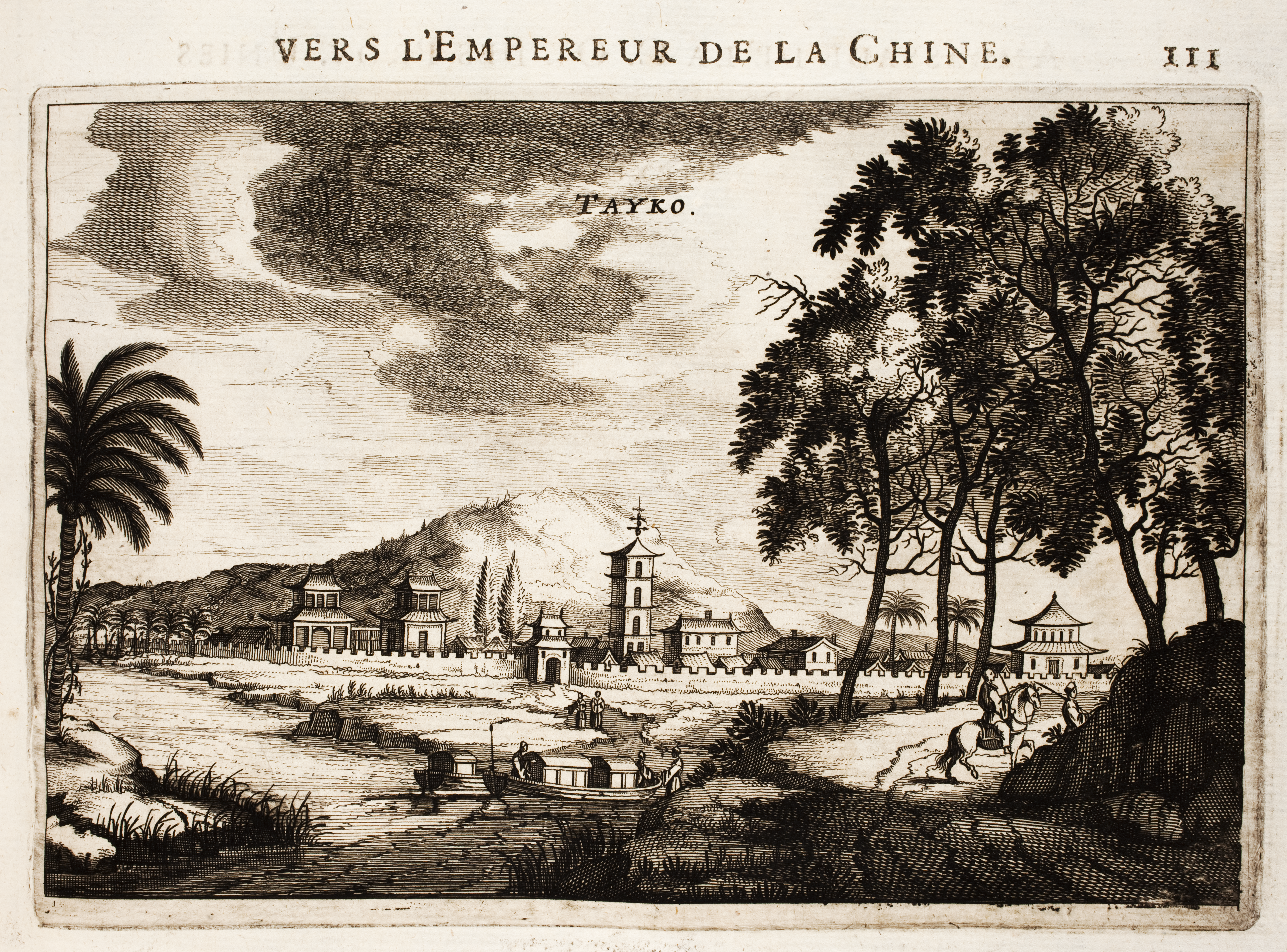
荷兰人约翰·纽霍夫在1665年所画的泰和风景图

唐至五代十国时期，吉泰盆地经济进一步发展，两侧的丘陵和山地地区也渐次得到开发，人口增多，太和县辖境被逐渐析分，先后析太和置永新县、遂川县，再析遂川、太和置万安县，至北宋中期，县境已缩至与今日相近，此后较少有大的变动。元元貞元年（1294年）升太和为州。明洪武二年（1369年）废太和州，复为泰和县（改太为泰）。

### 近代
清朝后期，泰和县在太平天国战争中被反复易手遭受重创。民国时期，南北交通大动脉转移到湖广一带，泰和成为偏远地区之一，经济上进一步下滑。在第一次国共内战中，泰和的白云山、老营盘、碧江洲等山区先后成为战场之一，县城亦曾易手，再加上两党内部的多次清洗，泰和的经济和人口继太平天国战争之后再次遭受重创。在抗日战争期间，因日军侵占南昌，江西省政府于1939年南迁至泰和县，泰和成为抗日战争时期的临时省会，繁华一时。1945年1月，日军地面部队攻入吉安地区，江西省政府再迁宁都县。7月，日军自赣南向南昌撤退，一路烧抢，泰和马家洲和永昌市两个繁华的集镇均被毁。1949年7月28日，中国人民解放军进驻泰和，成立了泰和县人民政府。

## 地理

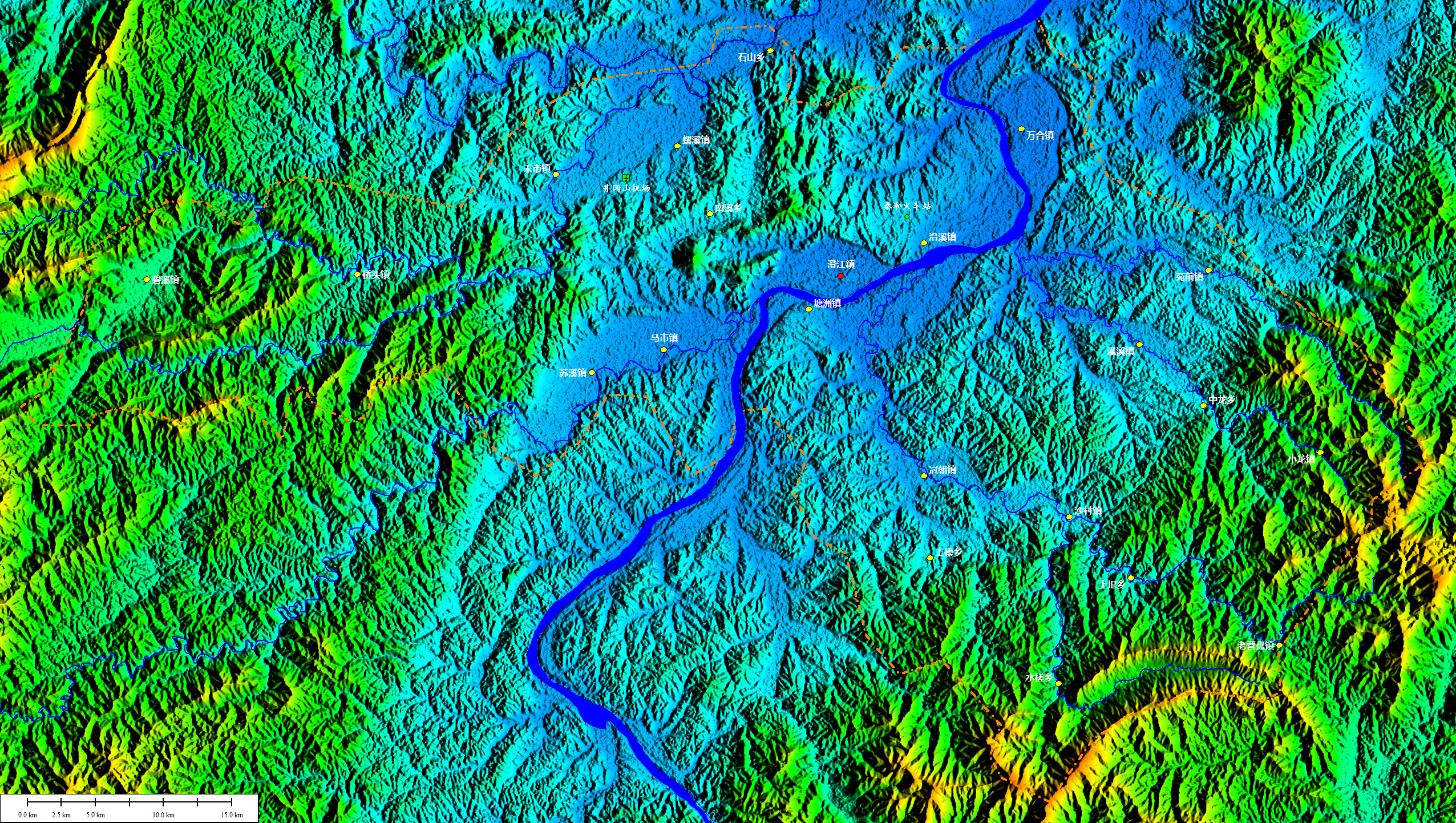
泰和县地形图

泰和县位于吉泰盆地腹地，基本地形为东西高、中间低。东南部为雩山山脉余脉，山峰林立，有多座海拔1000米以上的山峰。西部属罗霄山脉余脉，山峰均低于800米。山地占全县面积的15.9％。中部是海拔较低、地势开阔的赣江河谷平原，占全县面积的29.6%，县城坐落于中心的赣江北岸。河谷与东西两侧山地之间则是占全县面积达54.5%的丘陵。
全县森林面积1413.69平方公里。有国家重点保护的珍贵稀有树89种，是江西省木材重点生产基地。泰和县属南方壤丘陵区，水力侵蚀造成的水土流失比较严重，是江西省水土流失重点治理区。泰和县水资源充沛，地表水多年平均总量22.44亿立方米，过境客水量多年平均380.93亿立方米，水能理论蕴藏量6.75万千瓦，建有大小水库2673座，包括2座大（二）型水库、3座中型水库。境内已发现矿种20余种，主要有钨、石灰石、瓷土、型砂和石膏等。其中钨矿（品位1.5%）总储量130万吨，主要集中在小龙镇。
泰和县位于亚热带季风气候地区，四季变化明显，春秋季较短，冬夏季较长。多年平均气温18.7度，极端最高气温41.5度（2003年8月2日），极端最低气温-6.0度（1991年12月29日）。相对湿度较大，多年平均相对湿度为80%。结冰期短，无霜期及日照时间长，多年平均无霜期为288天。雨量丰富，但雨热不同步，4-6月份降雨量占全年的44%，5、6月份常因暴雨而形成洪水；而农作物生长旺盛的7-8月份却高温少雨，易出现伏旱而造成粮食减产。
| 泰和                                                                                                | 泰和        | 泰和        | 泰和        | 泰和        | 泰和        | 泰和        | 泰和        | 泰和        | 泰和        | 泰和        | 泰和        | 泰和        | 泰和         |
| 月份                                                                                                | 1月         | 2月         | 3月         | 4月         | 5月         | 6月         | 7月         | 8月         | 9月         | 10月        | 11月        | 12月        | 全年         |
| --------------------------------------------------------------------------------------------------- | ----------- | ----------- | ----------- | ----------- | ----------- | ----------- | ----------- | ----------- | ----------- | ----------- | ----------- | ----------- | ------------ |
| 平均高温 °C（°F）                                                                                   | 10.7 (51.3) | 12.3 (54.1) | 16.5 (61.7) | 23.0 (73.4) | 27.7 (81.9) | 31.1 (88.0) | 34.3 (93.7) | 33.7 (92.7) | 29.8 (85.6) | 24.9 (76.8) | 19.1 (66.4) | 13.9 (57.0) | 23.1 (73.6)  |
| 平均低温 °C（°F）                                                                                   | 3.9 (39.0)  | 5.6 (42.1)  | 9.4 (48.9)  | 15.5 (59.9) | 19.8 (67.6) | 23.4 (74.1) | 25.7 (78.3) | 25.3 (77.5) | 21.8 (71.2) | 16.5 (61.7) | 10.5 (50.9) | 5.2 (41.4)  | 15.2 (59.4)  |
| 平均降水量 mm（）                                                                                   | 68 (2.7)    | 100 (3.9)   | 159 (6.3)   | 199 (7.8)   | 225 (8.9)   | 220 (8.7)   | 100 (3.9)   | 135 (5.3)   | 91 (3.6)    | 76 (3.0)    | 62 (2.4)    | 38 (1.5)    | 1,473 (58.0) |
| 月均日照時數                                                                                        | 79          | 68          | 72          | 97          | 132         | 160         | 249         | 228         | 166         | 147         | 131         | 130         | 1,659        |
| 来源：江西省气象信息中心-地面标准值示意图集(1971-2000)（提示：来源非直接数值，可能存在±5%范围误差） |             |             |             |             |             |             |             |             |             |             |             |             |              |

## 行政区划

### 区划沿革
明清时期，全县划分为6个乡，从东至西依次为：仁善乡、仙槎乡、云亭乡、千秋乡、信实乡和高行乡。6个乡再分为70个都，按数字顺序命名。县城位于四十五都，城内分为东西两厢。1910年，地方自治，取消乡，全县划分为23个自治会。1926年，以原6乡范围划为6区，区再分为26乡1镇：千秋乡为第1区，仁善乡为第2区，仙槎乡为第3区，云亭乡为第4区，信实乡为第5区，高行乡为第6区。中华人民共和国建国初期，全县分为50多个乡镇。1958年改乡镇为人民公社，全县分为23个公社：澄江、三峰（后更名碧溪）、桥头、禾市、苏溪、荆洲（后更名马市）、栖龙、三都、石山、玉华（1961年更名南溪）、上田、沿溪、塘洲、樟塘、万合、冠朝、上模、高陇、古坪（后更名灌溪）、苑前、水槎、中龙、回龙（后更名老营盘）。1961年撤澄江公社复置澄江镇，1982年析中龙公社复置小龙镇，其余公社于1984年撤消，复设乡镇，其中老营盘公社分设老营盘和上圯两个乡。1990年析沿溪、上田两个乡新设文田乡。2001年末，文田、上田并入澄江镇，栖龙并入马市镇，樟塘并入万合镇。此后乡级行政区划未再变动。。

### 现行行政区划
泰和县下辖15个镇、6个乡：
澄江镇、桥头镇、禾市镇、螺溪镇、苏溪镇、马市镇、塘洲镇、冠朝镇、沙村镇、老营盘镇、小龙镇、灌溪镇、苑前镇、万合镇、沿溪镇、石山乡、南溪乡、上模乡、水槎乡、上圯乡、中龙乡、小龙矿区管委会、八一八矿区、井冈山机场、泰和县工业园区、武山垦殖场和泰和综合垦殖场。

## 人口与语言
泰和县地处吉泰盆地，农业生产条件相对优越，经过隋至宋的大开发后，人口开始繁密，清朝道光末泰和人口已达到58万。但此后历经太平天国战争和第一次国共内战等战争的严重破坏，人口损失巨大，至1936年泰和人口仅余18.8万人。2010年，全县人口增长到51万人，其中乡村人口42万，占总人口的82%，城市化率较低，仍是传统农业型人口结构。在民族结构上，99%以上人口为汉族。少数民族仅5千多人，主要有畲、苗、蒙等族，散杂居住在偏远山区。
泰和话是绝大部分泰和居民使用的方言，属赣语吉茶片，由于赣江的阻隔，河西与河东居民之间的口音有一定差异。另有少部分人说客家话，总数约有两三万，主要分布在邻近遂川县的碧溪、桥头和邻近兴国县的小龙、中龙、老营盘、上圯、水槎等乡镇的边沿山区。
2021年末，泰和縣總人口為57.86萬人，其中城鎮人口21.5萬人，鄉村人口36.36萬人。

## 交通

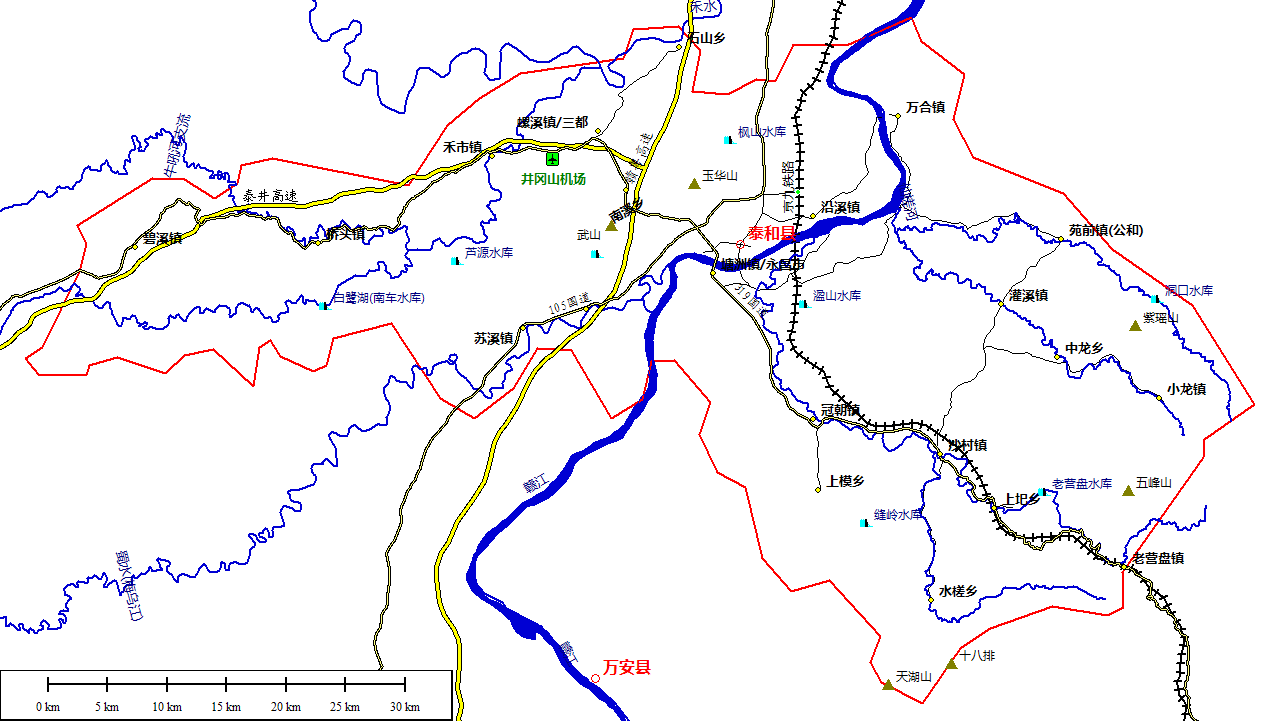
泰和县交通网络示意图

泰和县地处水陆要冲，“咽喉荆广、唇齿淮浙”，自古即为南北通衢。秦代开辟的京师通往岭南的“通南越道”即经过泰和。隋唐在县城东建有白下驿，沿用至明代。宋代在县西南和县东北分别置浩溪水驿和淘金水驿，沿用至明清。但在近代以来，由于中国南北交通大动脉转到湖广一带，泰和县所处的吉泰盆地遂成为边远封闭地区，交通发展极其缓慢。1932年才修建了境内第一条公路——赣粤线泰和段。1950年代末至1970年代，通过发动群众进行大规模建设，开始实现乡乡通公路。
自1995年京九铁路通车开始，作为区域交通中心，泰和县的对外交通获得大发展的机会，经过赣粤高速公路、泰井高速公路的修建和井冈山机场的改扩建，迅速构建起包括航空、高速公路、铁路和水运在内的现代交通网络，成为江西省重要的交通枢纽。。

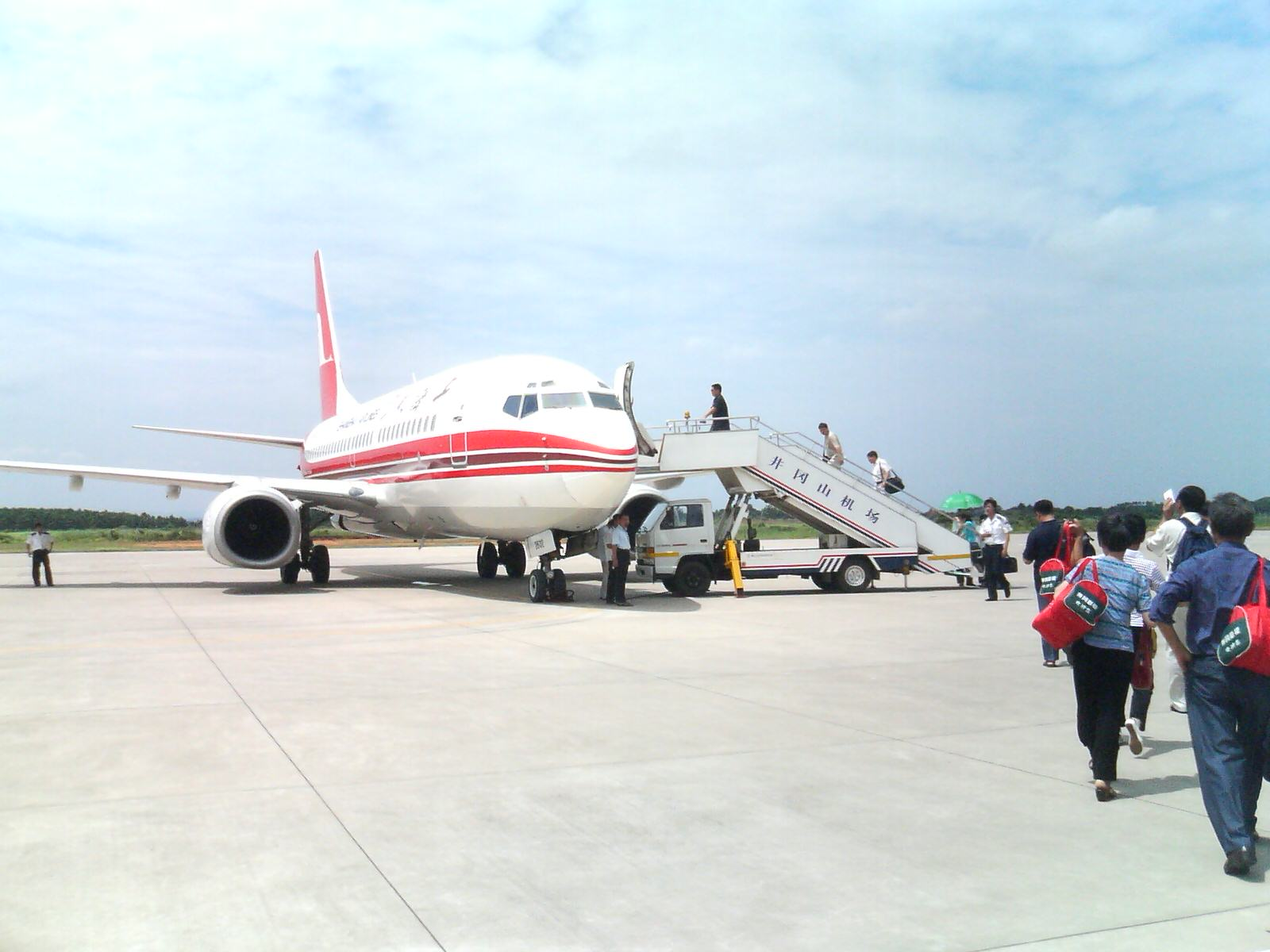
井冈山机场

多条高速公路和国道在泰和县城纵横交错，2010年底，境内公路总长2211.5公里。大广高速公路从北至南纵贯泰和县，在县境内设有泰和和马市两个出入口。
泉南高速公路于2010年9月16日通车，泰井高速公路是自泰和至井冈山的省内横线高速公路，在泰和县境内设有泰井枢纽、机场互通、禾市互通、白鹭湖互通和碧溪互通四个出入口。2019年12月26日，昌贛客運專線通車，並與既有京九線共用泰和站。
纵贯全县的赣江是县内主要航道，上溯赣州，下通长江，历史上，赣江水运曾泰和县最重要的对外交通方式，在泰和县城兴起和发展的过程中起到决定性作用。近年来，受水电工程和降水量减少的影响，赣江通航能力大大降低。再加上公路、铁路运输的冲击，长途水路客运目前已经完全取消，内河货运也有所萎缩，目前仅局限于木材、砂石、石油等大宗货物的运输。目前在建的石虎塘航电枢纽工程预计将渠化航道38公里，有效提高赣江航道的通航能力。

## 经济
泰和是一个以农业为主的县。当地年轻人大量外出到沿海打工。2010年，全县实现生产总值76.36亿元，排吉安市各县第1位；人均生产总值13960元，排第7位；三次产业的比例为25:50:25；财政总收入8.13亿元，地方财政收入5.31亿元；全年外贸出口12129万美元。
泰和县所处的吉泰盆地是中国传统的主要农业区之一，目前仍是中国商品粮生产基地。但由于1950年代后很长一个时期的农业政策失误，如大炼钢铁运动、以粮为纲、林业承包责任制等，导致生产环境恶化，经济结构单一，当地的农业生产并未得到有效发展，农民人均纯收入一直低于全国平均水平。农村水利基础设施薄弱、交通网络不畅现象比较突出，严重制约了农村经济的发展。当地粮食生产以水稻为主，大豆、红薯等次之，经济作物有油菜、芝麻、花生、烟草等。2010年，全县粮食种植面积87366公顷，总产量50.0万吨，其中水稻种植面积81131公顷，总产量48.6万吨。
作为传统农业区，泰和县的现代工商业起步较晚。抗日战争期间，大批江西省属企业工厂和金融机构——如民生机械、中央银行、重庆银楼、亚细亚药房、中国南货店等——迁入上田，泰和工商业繁盛一时。这些企业虽在战后迁走，但却为泰和日后的工商业发展奠定了基础。中华人民共和国成立后，在泰和县境内相继创建了糖厂、水泥厂、收割机厂、农药厂、拖拉机制造厂、酒厂、粮油公司、庆江化工厂（818厂）等国有和集体企业，并在各乡镇发动手工业者建立了各种行业合作社。但总体上而言，限于当时的交通条件和政策倾向，泰和县城市化进程几乎处于停滞状态。改革开放后，上述公有制企业多数相继关闭或民营化，仅少数仍为国有。目前的经济政策已转变为以引进外资、支持民营经济为主。泰和的工业项目主要集中于泰和工业园区，有建材、食品、医药化工、机电制造、纺织服装、再生纸等行业的上百家企业。同时，泰和县也开始利用其四通八达的优越交通条件，在泰井交通枢纽附近设立物流园区，发展物流产业。目前，泰和县城已被吉安市规划为两个市域副中心城市之一（另一个为井冈山市）。

## 文教
泰和地属庐陵文化区，历来文风鼎盛。自宋代起，泰和就拥有完善而正规的学校体制，包括州学、县学、乡学、村学，另外还有石冈、萃和等全省闻名的书院。历史上，共有396名进士、1261名举人出自泰和，其中包括3名状元、4名榜眼、4名探花。清代期间，庐陵文化迅速衰落，泰和县在文化教育上也渐趋落后，民国起才有所恢复。抗日战争期间，先有国立浙江大学，后有江西省农业院、省立体育师范、江西民国日报社、大众日报社、省图书馆等文教机构随省政府迁至泰和，又有国立中正大学等院校在泰和成立，对泰和文化教育的重振起了巨大的推动作用。
2010年，全县共有普通中学34所，在校学生3.2万人，小学141所，在校学生3.7万人。
- 江西省泰和中学：江西省优秀重点中学，历年高考成绩居江西省前列。创办于1925年，有中科院院士潘际銮、王梓坤、版画家董其中等著名校友[31]。校区因工农兵大道东延而被分成南、北两个校区。两个校区之间有地下通道连接。南校区主要为教学区（食堂和女生宿舍在南校区），北校区主要为生活区（体育馆在北校区）。2017年翻修校体育场，建设了一个足球场。
- 泰和县第二中学：2009年5月晋升为江西省重点中学[32]。
- 泰和县实验小学：又称“实验一小”，坐落于泰和县工农兵大道武装部对面。实验小学是泰和县师资力量最雄厚的一所小学，其前身是创建于明洪武元年（1368年）的萃和书院[33]。

## 社会
泰和乡村具有典型的现代宗族社会形态，其突出特征是“一村一姓，无村无祠”。宗族活动具有深厚的群众基础，几乎所有传统节庆与婚丧礼仪都融入了浓郁的宗族色彩，主要仪式均在祠堂中举行，并由宗族出面组织。虽然经历过土地改革、破四旧的重大冲击，但在改革开放后，宗族活动又重新活跃，各村都积极重修族谱和修复宗祠。由于年轻人大量外出打工，日常的宗族重建活动主要以老年人为主，但在重建费用上得到年轻人较大的支持。
当地的传统节庆活动主要有元宵节舞龙灯、中秋节烧塔、中元節（鬼节）祭祀等，不少民间节庆活动每次都是连续举行三日以上，而春节尤其隆重，大多数婚嫁仪式都于春节期间举行。因传统节庆繁荣，民间技艺众多，有扎灯彩、灯雕、唢呐等。然近年来随着年轻人大量外出及现代文化的冲击，节味渐淡，而民间技艺不少已濒临失传，对此当地政府已启动抢救性保护工作。

## 旅游

### 自然景观

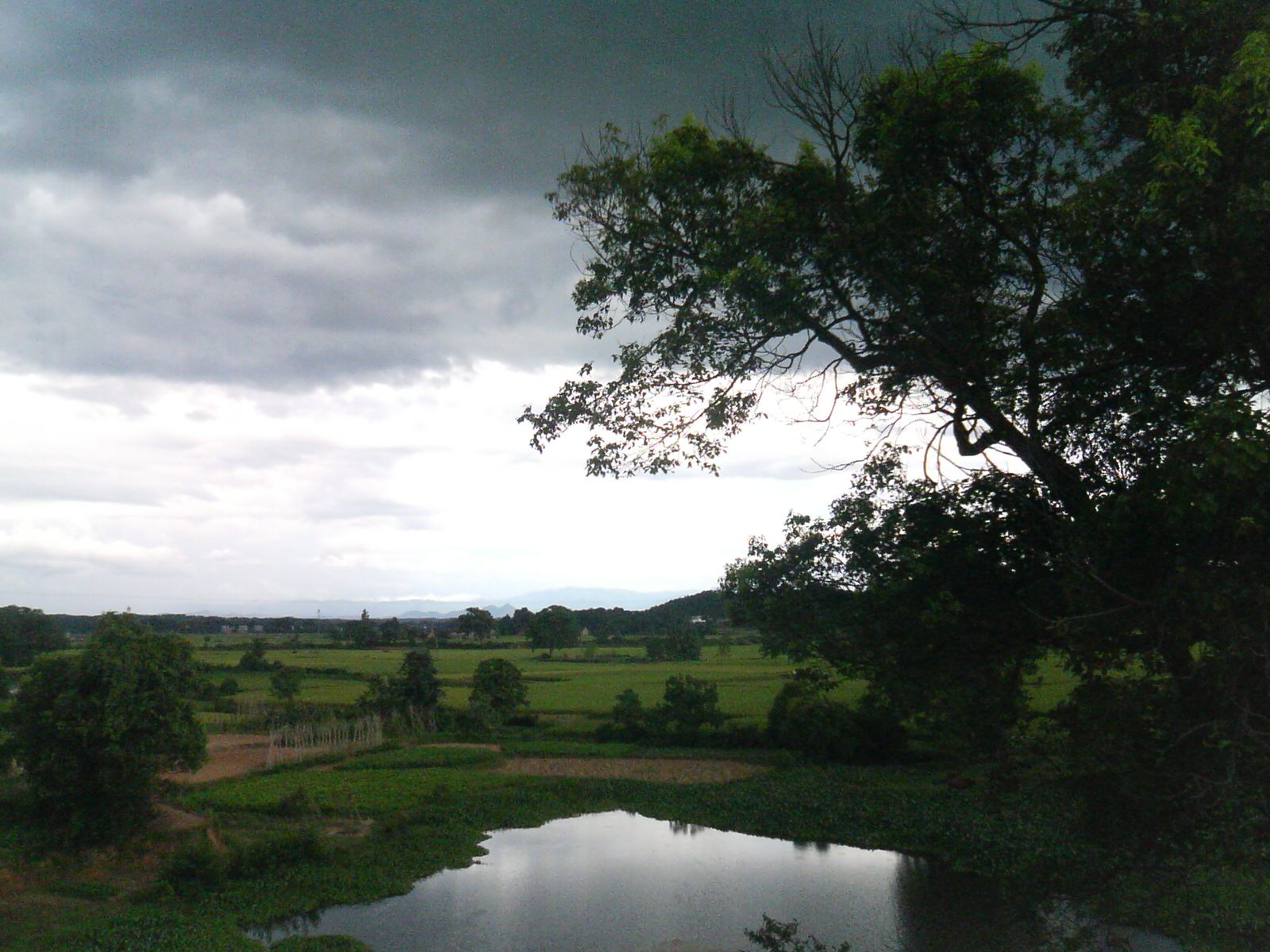
泰和乡村一瞥

- 紫瑶山位于苑前镇，因传说晋永嘉中有王子瑶得仙于此而得名。又名匡山，因唐贞观初年匡智者在此山修炼而得名[19]。
- 麻洲位于塘洲镇朱家村赣江边，有古樟500余株，200年以上的至少有200多株。由于距县城较近，吸引众多摄影与旅游爱好者[35]。
- 白口城遗址：位于县城西南郊赣江大桥南岸，分为内城和外城，总面积23万平方米，是江西省目前发现保存最好、面积最大的一座汉晋时期城址[36]。
- 杨士奇墓：位于澄江镇杏岭村北山上，明代名臣杨士奇之墓。杨士奇是明初著名政治家，四朝内阁首辅，逝世后归葬故里，立御祭文碑，赠太师，谥文贞[3]。
- 科甲第：又称明德堂，位于万合镇梅冈村，是一座具有明清典型特色的古祠堂，始建于宋绍定四年（1231年），迄今保存良好，是研究明清时期历史、民俗、建筑和雕刻的珍贵文物[3]。
- 槎滩陂：是建筑在牛吼河上的一座古代水利工程，位于禾市镇张家村，为南唐金陵监察御使周矩父子所建，是江西省规模最大的古代水利工程，历时千年仍灌溉着泰和和吉安两县4万多亩良田，被称为江西的“都江堰”[37]。
- 罗钦顺墓：位于上模乡桃岗村南山上，明代大儒罗钦顺之墓[3]。罗钦顺为明代“气学”的代表人物之一，在中国古代思想史上有重要影响与地位。官至南京吏部尚书，逝世后谕祭，谥文庄，赠太子太保，以“大有功于圣门”而从祀孔庙[38]。
- 快阁：是位于泰和中学内的楼阁式建筑，“西昌八景”之一，始建于唐乾符元年（874年），旧名慈氏阁，北宋初更名快阁，后因时任泰和县令的黄庭坚的名诗《登快阁》而驰名，成为泰和历代文人喜爱的登临题咏之处。1973年被龙卷风摧毁，1984年重建，但一直未竣工[39]。
- 狗子脑塔：又名苟子脑塔、龙头山塔，“西昌八景”之一，位于澄江镇横田村西南的龙头山上，是泰和县的标志性景点。始建于明万历25年（1597年），至今逾400余年[3]。
- 府山城遗址：座落于沙村镇学士里山上的一座土城遗址，筑于陈朝，土城中暴露的古代遗物经考古鉴定，属西周遗物，证实泰和的历史可追溯到三千多年前的西周时期[3]。
- 蜀江古村（大江村）：位于马市镇东南部的蜀口洲。该村已有800多年历史，先后有21名进士，曾创造了“父子进士、朝天八龙、鸣阳之凤、兄弟尚书、三世宪台”的人文盛况，村内有始建于明初的欧阳宗祠及数十栋清代古建筑。欧阳宗祠目前正申报省级文物保护单位[40]。

### 特产
- 乌鸡：泰和最著名的特产，又称乌骨鸡、武山鸡、白凤，《本草纲目》将其列为滋补健身之上品，具有很高的营养、药用和观赏价值[41]，曾搭载神舟三号参与太空生命科学实验[42]。泰和乌鸡是全国唯一的动物类“原产地域保护”品种，其商标在2007年被认定为中国驰名商标。
- 酸萝卜：泰和地方传统产品，味道甜、酸、辣、鲜、脆，有生津开胃、消积化食的功效[41]。

## 專著
- John W. Dardess. . University of California Press. 1996. ISBN 978-0-520-20425-6.